# 指定区間
指定区間（していくかん）は、一般国道・河川・海上運送・港湾運送事業において、政令・省令・告示により指定された区間。一般国道においては国土交通大臣が管理する区間を、河川においては都道府県知事が管理する区間を、海上運送においては生活航路を維持する区間を、港湾運送事業においてはその定義の区間を指す。

## 一般国道の指定区間
一般国道の指定区間とは、道路法第13条第1項の規定に基いて、維持・修繕・災害復旧・その他の管理を国土交通大臣（北海道は北海道開発局、沖縄県は内閣府沖縄総合事務局、その他は地方整備局が、同大臣からの委任に基づいて行う。）が行い、一般国道の指定区間を指定する政令（昭和33年6月2日政令第164号）で指定された区間である（直轄区間・直轄国道とも称する）。
それ以外の区間（指定区間外・補助国道）については該当する都府県または政令指定都市が管理を行う。
一般国道の指定区間を指定する政令では、北海道の区域内に存する区間、別表に掲げる区間を指定区間としている。また、上欄に掲げる路線名の一般国道と重複する道路の部分を有する一般国道の重複する区間も指定区間となる。
国土交通大臣は、北海道の区域内に存する一般国道の区間及び以下のいずれかの条件を満たす一般国道の区間が指定区間となるように政令の立案を行うべきものとされている（道路法施行規則第1条の2第1項）。
- 高速自動車国道と一体となって全国的な自動車交通網を構成する自動車専用道路である一般国道の区間
- 国土を縦断し、横断し、又は循環して、都道府県庁所在地その他政治上、経済上又は文化上特に重要な都市を効率的かつ効果的に連絡する一般国道の区間
- 港湾法上の国際戦略港湾・国際拠点港湾等の港湾や重要な飛行場と高速自動車国道又は上記のいずれかに規定する一般国道の区間とを効率的かつ効果的に連絡する一般国道の区間

2023年（令和5年）3月31日現在、一般国道の合計実延長は、56,158.0 kmであり、そのうち指定区間は24,224.8 kmとなっている。

## 河川における指定区間
河川における指定区間は、一般国道の指定区間とは逆に国土交通大臣が管理しない区間を指す。したがって、国土交通大臣が管理する区間は「指定区間外」と称する。
河川における指定区間とは、河川法第9条第2項の規定により、「河川の形状及び流水の状況並びに流域の地形及び土地利用の状況等から、一体として管理する必要がある区間」「洪水等の激甚な災害が発生した水系に属する河川の区間又は渇水が頻繁に発生し、若しくは河川環境の整備若しくは保全を図る上で重要な問題等が生じている水系に属する河川の区間であつて、河川管理に高度の技術を要すること、地方公共団体の負担の軽減を図る必要があること等の理由により国土交通大臣が対策を講じる必要があると認められるもの」に該当しない区間について国土交通大臣が都道府県知事に、水系として一体として管理することが必要のないものの管理を委託した区間をいう。指定区間外の一級河川の管理は、国土交通大臣（地方整備局）が行なう（直轄区間・直轄河川）。指定区間は、その多くが一級河川の上流部である。

## 海上運送における指定区間
海上運送における指定区間とは、海上運送法第2条第11項の規定により、「船舶以外には交通機関がない区間又は船舶以外の交通機関によることが著しく不便である区間であつて、当該区間に係る離島その他の地域の住民が日常生活又は社会生活を営むために必要な船舶による輸送が確保されるべき区間として関係都道府県知事の意見を聴いて国土交通大臣が指定するもの」をいう。

## 港湾運送事業における指定区間
港湾運送事業における指定区間とは、港湾運送事業法第2条第1項第3号の規定に基いて、国土交通省令で定める港湾と港湾又は場所との間をいう。